# CaixaForum Girona
CaixaForum Girona és un centre cultural gestionat per la Fundació La Caixa i ubicat a La Fontana d'Or, al carrer dels Ciutadans, 19 de Girona i inaugurat en 2011, després de l'absorció de Caixa Girona per part de La Caixa en 2010.